# Максимилиан Лоренц фон Щархемберг
Максимилиан Лоренц фон Щархемберг на немски: Maximilian Lorenz von Starhemberg; * ок. 1640; † 17 септември 1689, Майнц) е граф от стария австрийски благороднически род Щархемберг, от 1679 г. командант на крепост Филипсбург в окръг Карлсруе и от 1689 г. фелдмаршал.

## Живот
Той е вторият син на имперски граф (от 1643) Конрад Балтазар фон Щархемберг (1612 – 1687) и първата му съпруга графиня Анна Елизабет фон Цинцендорф-Потендорф († 1659), вдовица на Кристоф Вилхелм фон Целкинг (1575 – 1631), дъщеря на фрайхер Йохан Йоахим фон Цинцендорф-Потендорф (1570 – 1626) и Мария Юта (Юдит) фон Лихтенщайн-Фелдсберг (1575 – 1621). Баща му се жени втори път на 18 февруари 1660 г. във Виена за Катарина Франциска ди Кавриани († 1716). По-големият му брат е прочутият фелдмаршал Ернст Рюдигер фон Щархемберг (1637 – 1701), спасител на Виена от турците през 1683 г. По-малките му полубратя са Франц Отокар фон Щархемберг (1662 – 1699), имперски пратеник в Стокхолм, Гундакер Томас фон Щархемберг (1663 – 1745), финансов съветник, и Паул Йозеф Якоб фон Щархемберг († 1684, убит в битка).
Максимилиан Лоренц е през 1662 г. първият кемерер на ерцхерцог Карл Йозеф Австрийски, епископ на Пасау и Оломоуц, който е по-малък брат на император Леополд I. След смъртта на 14-годишния ерцхерцог на 27 януари 1664 г. той известно време е кемерер на императора. Той решава, както брат му Ернст Рюдигер, да се включи във войската, образувана през февруари 1664 г. против опастността от турците, за военна кариера.
През началото на 1664 г. Максимилиан Лоренц е хауптман в Горно-австрийски регимент. Същата година на 22 юли, преди да тръгне за фронта, той сключва брачен договор с Доротея Поликсена фон Шерфенберг. След това се присъединява към войската на курфюрста в Южна Щирия и се включва в императорската войска. Той се бие против турцуте през 1664 г. против великия везир Ахмед Кьопрюлю.
След сключения мир той вече е полковник-лейтенант отива на кралска испанска служба в Испанска Нидерландия, вероятно в регимента на Метерних.
През 1667/1668 г. Максимилиан е повишен на полковник и по-късно на генерал-вахтмайстер. Той води регимент от пехотинци в Неапол. През 1679 г. той е командант на крепост и град Филипсбург.
През 1684 г. той е в похода на „Светата лига“ в борба против турците. Максимилиан става фелдцойг-майстер и се отличава.
Императорът го изпраща след 26 май 1685 г. да подсигури град Хайделберг. Новият курфюрст херцог Филип Вилхелм фон Пфалц-Нойбург прави уважавания там Максимилиан за свой съветник.
Крепостта Филипсбург е обсадена от френската войска и Максимилиан капитулира след 32 дена. Той и войската му имат право да напуснат и отиват в Улм. След това е извикан във Виена, за да отговаря заради Филипсбург и е оправдан напълно от комисията.
През 1689 г. той вече е императорски фелдмаршал. Ранен е тежко на 6 септември 1689 г. при нападение на крепостта Майнц и умира след 11 дена на 17 септември 1689 г. Закаран е през Брегенц в Билдщайн (според завещанието му), където е погребан на 11 октомври 1689 г. в гробницата пред олтара на църквата. Умира бездетен.
Щархембергите са от 1765 г. имперски князе.

## Брак
Максимилиан Лоренц фон Щархемберг се жени на 27 юли 1712 г. за графиня Доротея Поликсена фон Шерфенберг († 27 юли 1712). Бракът е бездетен.

### Монографии
- Zygmunt Abrahamowicz: Die Türken vor Wien: Europa und die Entscheidung an der Donau 1683. Salzburg 1982.
- Isabella Ackerl: Von Türken belagert, von Christen ersetzt: das belagerte Wien 1683. Wien 1983.
- Sebastian Burkhart: Geschichte der Stadt Rheinfelden bis zu ihrer Vereinigung mit dem Kanton Aargau. Aarau 1909.
- Gerda Hagenau: Jan Sobieski: der Retter Wiens. Wien 1983.
- Karl Ilg: 200 Jahre Pfarrgemeinde Maria-Bildstein. Wolfurt 1992.
- Lorenz Reinhold: Türkenjahr 1683: das Reich im Kampf um den Ostraum. Wien 1933.
- Ferenc Majoros, Bernd Rill: Das Osmanische Reich 1300 – 1922. Wiesbaden 2004.
- Hieronymus Christoph Nopp: Geschichte der Stadt und ehemaligen Reichsfestung Philippsburg. 1881.
- Ludwig Rapp: Topographisch historische Beschreibung des Generalvikariates Vorarlberg. Brixen 1896
- Meinrad Schaab: Geschichte der Kurpfalz. Stuttgart 1999.
- Johann Schwerdling: Geschichte des uralten und seit Jahrhunderten um Landesfürst und Vaterland höchst verdienten, theils fürstlich, theils gräflichen Hauses Starhemberg.  Jos. Feichtinger, Linz 1830, S. 51.
- Graf Andreas von Thürheim: Feldmarschall Ernst Rüdiger Graf Starhemberg. Wien 1882.
- Paul Wentzcke: Feldherr des Kaisers: Leben und Taten Herzog Karls V. von Lothringen. Leipzig 1943.
- Zeitschrift des Vereins zur Erforschung der Rheinischen Geschichte und Alterthümer in Mainz. Zweiter Band, Mainz 1859 – 64, herausgegeben von Victor von Zabern; Artikel Die Belagerung von Mainz im Jahr 1689 von J. H. Hennes, Seite 356 – 416.
- Österreichische Zeitschrift für Geschichts-und Staatskunde. Dritter Jahrgang, Wien 1837, herausgegeben von Kaltenbaeck F. P.; Artikel Die Pfarre Bildstein bei Bregenz und des Feldmarschalls Maximilian Lorenz Grafen von Starhemberg Stiftung und Grabmal von Josef von Bergmann, S. 343 f., 347 f.